# Don Juan Tenorio (film)
Don Juan Tenorio je mexický němý film z roku 1898. Režisérem je Salvador Toscano (1872–1947), průkopník filmu v Mexiku. Film trvá zhruba jednu minutu a premiéru měl v listopadu 1898.
Jedná se o první mexický film a první filmovou adaptaci divadelní hry Don Juan Tenorio od španělského dramatika Josého Zorrilly.